# Aloe distans
Aloe distans är en grästrädsväxtart som beskrevs av Adrian Hardy Haworth. Aloe distans ingår i släktet Aloe och familjen grästrädsväxter. Inga underarter finns listade i Catalogue of Life.